# Charadra
Charadra is een geslacht van vlinders van de familie Uilen (Noctuidae), uit de onderfamilie Pantheinae.

## Soorten
- C. deridens Guenée, 1852
- C. dispulsa Morrison, 1875
- C. ingenua Smith, 1906
- C. nigracreta Edwards, 1884
- C. nitens Schaus, 1911
- C. oligarchia Dyar, 1916
- C. pata Druce, 1894
- C. patafex Dyar, 1916